# Westville (Nueva Jersey)
Westville es un borough ubicado en el condado de Gloucester en el estado estadounidense de Nueva Jersey. En el año 2010 tenía una población de 4.288 habitantes y una densidad poblacional de 1.225,14 personas por km².

## Geografía
Westville se encuentra ubicado en las coordenadas 39°52′11″N 75°07′47″O / 39.86972, -75.12972.

## Demografía
Según la Oficina del Censo en 2000 los ingresos medios por hogar en la localidad eran de $39,570 y los ingresos medios por familia eran $49,005. Los hombres tenían unos ingresos medios de $35,909 frente a los $27,220 para las mujeres. La renta per cápita para la localidad era de $18,747. Alrededor del 8.7% de la población estaba por debajo del umbral de pobreza.